# 枭起青壤
《梟起青壤》是騰訊視頻即将播出的中國大陸奇幻懸疑劇，改編自尾魚的同名小說，由田里担任總導演、何坦任導演，並由迪麗熱巴与陳星旭領銜主演，張儷、張亦馳、田小潔特別主演。

## 演员阵容
| 演員     | 角色   | 介绍 |
| -------- | ------ | ---- |
| 迪麗熱巴 | 聶九羅 |      |
| 陳星旭   | 炎拓   |      |
| 張儷     | 林喜柔 |      |
| 張亦馳   | 呂現   |      |
| 田小潔   | 蔣百川 |      |
| 董畅     | 刑深   |      |
| 苏鑫     | 熊黑   |      |
| 顏卓靈   | 蓉     |      |
| 梁颂晴   | 林伶   |      |
| 潘美燁   | 馮蜜   |      |
| 林鹏     | 刘长喜 |      |
| 师悦玲   | 卢姐   |      |
| 張銘恩   | 山強   |      |

## 制作
該劇於2024年3月19日在浙江寧波開機，同年8月9日宣布杀青。

## 外部鏈接
- 電視劇《梟起青壤》的新浪微博
- 豆瓣电影上《枭起青壤》的資料 （简体中文）
- 豆瓣读书上《梟起青壤》的資料 （简体中文）